# Chiesa di San Cassiano e Ippolito (Varese)
La chiesa di San Cassiano e Ippolito è una chiesa di Varese, edificata nella frazione di Velate.

## Storia
Una delle più antiche chiese del comune di Varese, venne eretta prima dell'anno mille, e successivamente intonacata. Costruita in stile romanico è situata sull'antica strada di collegamento tra il capoluogo lombardo e il Lago Maggiore, di cui negli anni fu punto di sosta.
Citata in un documento del 1115, era originariamente costituita da una singola aula terminante con un'abside a forma semicircolare. Ampliata nei secoli seguenti, venne sopraelevata l'aula, abbattuta l'abside e murate le monofore originali, creando l'annessa sagrestia. Il presbiterio venne ampliato nel 1944, e una successiva opera di restauro nel 1987 riportò alla luce le monofore precedentemente ricoperte.
All'interno è conservata una statua di Madonna col Bambino proveniente da Assisi e citata da Goffredo da Bussero nel Liber Notitiae Sanctorum Mediolani.